# 解寶
解寶，《水滸傳》人物，歷史上也確有其人。

## 歷史上的解寶
《三朝北盟會編》：「建御營，以王（韓世忠）為左軍統制，詔平濟州山口賊解寶、王大力、李顯等，所向剿除，升定國軍承宣使。」

## 《水滸傳》解寶
「雙尾蠍」解寶和兄長「兩頭蛇」解珍是小说《水滸傳》中的人物，都是獵戶，登州人氏，脾氣暴躁。
就在宋江二打祝家莊時，解氏兄弟在登州山上射了一隻老虎，不料老虎進了毛太公家後園，兄弟二人在後園取虎時被人綁了，下到死牢去。得到樂和的通風報信，他們的表姊顧大嫂與表姊夫孫新、孫立等人劫牢救出了兩兄弟，一同投奔梁山去。解寶為步軍第十名頭領。
後來隨宋江攻打方臘烏龍嶺時，他和兄長欲在晚上從小路上山。解珍墮崖身亡後，解寶欲退下山去，但隨即被山上亂箭滾石射死。

## 影視
- 1975年香港邵氏《荡寇志》：曾永佳
- 1983年山东版《水浒》：郑健国
- 1998年央视版《水浒传》：韩福利
- 2009年电影《母大虫顾大嫂》：沈凌
- 2011年電視劇《水滸傳》：杜鹏